# Mols SG
| SG ist das Kürzel für den Kanton St. Gallen in der Schweiz. Es wird verwendet, um Verwechslungen mit anderen Einträgen des Namens Mols zu vermeiden. |

Mols ist eine Ortschaft und eine Ortsgemeinde der politischen Gemeinde Quarten im Ostschweizer Kanton St. Gallen am Südufer des Walensees.
Im Winter liegt Mols den ganzen Tag im Schatten, hat jedoch dank der Berge kaum unter Nebel zu leiden. Häufig bläst der Föhn, der für milde Temperaturen sorgt.
Mols ist die östlichste Ortschaft der Gemeinde Quarten.

## Geschichte
Urkundlich 1178 als Besitz des Damenstifts Schänis ausgewiesen, gehörte Mols ab 1371 als Ausburgergemeinde zu Walenstadt und stellte bis 1803 einen Stadtrat. 1803 schloss sich Mols der Gemeinde Quarten an.
1725 wurde die Dorfkapelle St. Antonius von Padua gebaut, die 1787 zur Pfarrkirche erhoben wurde. Mols löste sich von der bisherigen kirchlichen Zugehörigkeit zu Walenstadt und errichtete eine eigene Pfarrei. 1821/22 wurde die erste, 1862 die heutige Pfarrkirche erstellt.
Die Baumwollzwirnerei Mols (1896) sowie die Zement- und Kalkfabrik Unterterzen (1897) brachten neue Arbeitsplätze. Der Bau des ersten Skilifts auf Molser Alpgebiet in den Flumserbergen 1945 sowie die Eröffnung der Luftseilbahnen Unterterzen–Tannenboden im Jahr 1955 und Tannenboden-Maschgenkamm 1966 förderten den Ski- und Wandertourismus.

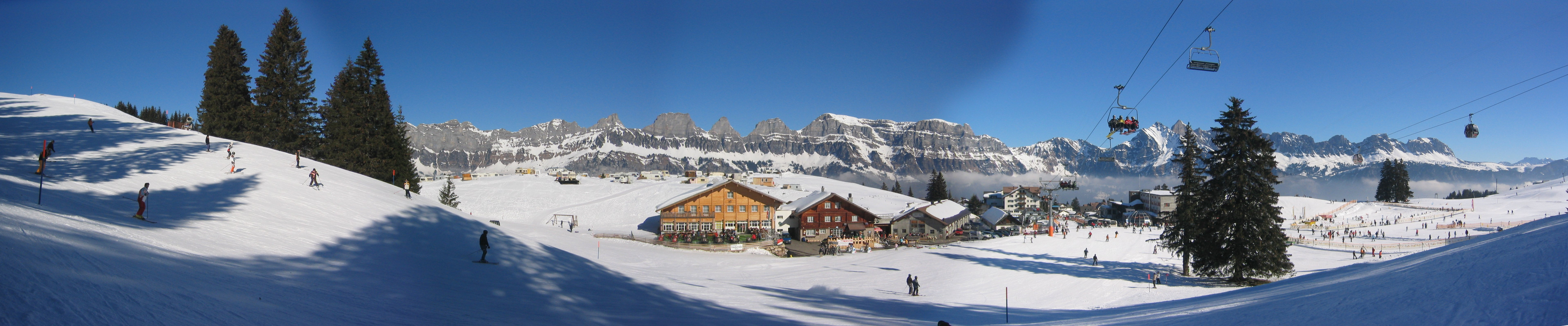
Molseralp

## Bevölkerung
| Jahr      | 1809  | 1930  | 1985  | 2000  | 2019  |
| Einwohner | 232   | 461   | 457   | 565   | 542   |
| Quelle    | [ 3 ] | [ 3 ] | [ 3 ] | [ 3 ] | [ 1 ] |

## Verkehr
Mols liegt an der Hauptstrasse Zürich–Chur, die in Murg und Walenstadt mit der parallel verlaufenden Autobahn A3 verbunden ist. Im öffentlichen Verkehr hat Mols eine Haltestelle an der Bahnstrecke Zürich–Chur und einen Schiffsanlegepunkt des Schiffsbetriebs Walensee. Die Feinerschliessung erfolgt durch die Bus Ostschweiz mit der Linie Walenstadt–Murg.